# 北條氏盛
北條氏盛（日语：〔〕／ Hōjō Ujimori，1577年—1608年6月30日）是日本安土桃山時代至江戶時代初期的武將、大名。河內狹山藩初代藩主。父親是北條氏規。母親是北條綱成的女兒高源院。成為從兄兼後北條氏第5代當主北條氏直的養子。通稱助五郎。

## 生平
在天正5年（1577年）出生，家中長男。天正18年（1590年），豐臣秀吉發動小田原征伐。後北條氏滅亡後，與父親氏規一同前往高野山，不過在不久後爲秀吉所赦免。天正19年（1591年），養父氏直病死，繼承下野4千石領地。翌年（1592年），在文祿慶長之役中於肥前名護屋從軍。
慶長5年（1600年），實父氏規死去，於是繼承家督，在五大老之一的德川家康的幫助下，也保住父親的遺領河內狹山7千石，成為合計1萬1千石的大名，是為狹山藩初代藩主。同年，在關原之戰中從屬東軍的西尾吉次隊，於是保住領地，在家康就任將軍後仕於德川氏。
慶長13年（1608年）死去，享年31歲，法名松林院殿淨譽心徹大禪定門。墓所在大阪市的專念寺。家督由年幼的嫡男氏信繼承。